# イタリア戦線 (第一次世界大戦)
イタリア戦線（イタリアせんせん、イタリア語: Fronte italiano, ドイツ語: Gebirgskrieg）は、第一次世界大戦中の1915年から1918年にかけて、イタリア北部においてオーストリア＝ハンガリー帝国軍とイタリア王国軍がそれぞれの同盟国と共におこなった一連の戦闘のことである。イタリアは三国協商各国の援軍を得て、かねてから領有権を主張していた南チロル地方、トレンティーノ地方、トリエステ、イストリア地方、ダルマチア地方（いわゆる「未回収のイタリア」）を獲得することを望んでいた。イタリアは迅速な奇襲攻撃でオーストリア領の都市を占領するつもりであったが、戦況はすぐに西部戦線と同じような塹壕戦の泥沼にはまり込んでいった。アルプス戦線とも南部戦線とも呼ばれ、イタリアとオーストリア＝ハンガリーの国境線に沿って掘られた塹壕をめぐる戦線で、中央同盟国南端と連合国北端をめぐる戦線ではあったが、1915年から1917年まで、基本的に停滞した戦線であった。

## イタリア参戦の経緯

### イストリアとトリエステ
中世のイストリア半島では、大部分の領土がヴェネツィア共和国の版図に含まれ、トリエステだけは自由コムーネとして独立し、両国は度々戦争をしていた。1382年、トリエステはハプスブルク家の庇護下に入り、帝国自由都市となった。以来、ヴェネツィア共和国とトリエステ（ハプスブルク）の間には対立関係が続いてきた。

### 外国によるイタリア支配とヴェストファーレン体制
イタリア戦争では、イタリア半島の大部分が「外国による支配の時代」に入った。その最中に始まった宗教改革から三十年戦争が勃発し、ヴェストファーレン条約によって、神聖ローマ帝国のハプスブルク家は弱体化した。カトリックでありながら戦勝国となったブルボン家のフランス王国が主導するヴェストファーレン体制は、ナポレオン戦争まで続いた。

### イタリア統一運動と未回収のイタリア
第五次対仏大同盟のヴァグラムの戦いに敗北したオーストリア帝国は、1809年のシェーンブルンの和約でフランス帝国にイストリアを割譲した。イリュリア州となったヴェネツィア・ジュリアは、第六次対仏大同盟で再びオーストリア＝ハンガリー帝国に占領され、1815年にウィーン会議でオーストリアンガリーに割譲されてイリュリア王国となった。1848年に1848年革命が起こってウィーン体制が崩壊すると、1849年にオーストリア領キュステンラントとケルンテン公国とカルニオラ公国に分割された。1861年、フランスの支援を受けたイタリア統一運動によって、オーストリア＝ハンガリーの干渉を排除し、イタリア王国が建国された。しかし、オーストリア＝ハンガリー領内には「イタリア人」の住む領域が残され、未回収のイタリアと呼ばれた。普墺戦争に干渉し、1866年6月20日に宣戦布告した第3次イタリア独立戦争では、賠償としてヴェネト州を回収していた。

### ビスマルク体制と三国同盟
1871年の普仏戦争で、「ローマ問題」を抱えていたイタリアはフランス軍の撤退に乗じてローマに入城（ローマ占領）して教皇領を併合し、ピウス9世は「バチカンの囚人」（1870年 - 1929年）と称した。一方、勝利した北ドイツ連邦（プロイセン王国）は、ドイツ統一でドイツ帝国となり、フランクフルト講和条約を締結してアルザス＝ロレーヌ地方を獲得したものの復讐心に燃えるフランスを恐れるようになり、フランスを孤立化させるビスマルク体制の構築を開始した。当初1873年には三帝同盟が結成されたものの、1878年のベルリン会議でロシアとオーストリア＝ハンガリーの対立が表面化し、破綻した。イタリア王国は、1881年のチュニジア侵攻をきっかけにフランスのジュール・フェリー首相が主導する領土拡張論と敵対するようになり、1882年にドイツ帝国とオーストリア＝ハンガリー帝国と同盟を結んで三国同盟を構成し、未回収地問題は棚上げされていた。

### 仏伊協商と三国同盟の形骸化
三国同盟にもかかわらず、未回収地問題をめぐるイタリアとオーストリア＝ハンガリーの葛藤は依然として解消されなかった。 しかも、イタリアはアフリカでの帝国主義的膨張のために、ドイツの支持を望んだが、1896年のアビシニア侵攻の失敗でも明らかになったように期待に応えられず、次第に同盟に消極的になっていった。これに失望したイタリアは、フランスとの関係改善を通じてアフリカ進出の打開策を模索しようとし、フランスもイタリアを三国同盟から離脱させるという目的によって1902年に両国間の協商が成立した（仏伊協商）。これにより、三国同盟は一つの軸が瓦解したも同然となった。

### 伊土戦争
アビシニア侵攻が失敗した後、イタリアはオスマン帝国の属領だった北アフリカのトリポリへの進出を試みた。仏伊協商でトリポリでの裁量権を認められたイタリアは、英国とロシアからも同様の保障を確約された。三国協商諸国の黙認と幇助の中で1911年9月、イタリアがオスマン帝国に宣戦を布告して伊土戦争が勃発し、トリポリはイタリア領となった。同時にこの戦争はオスマン帝国の弱体化を早めることで、バルカン諸国の領土膨張欲を刺激し、これは2度にわたるバルカン戦争につながり、欧州の情勢を決定的に悪化させた。

### ロンドン条約
1914年8月に第一次世界大戦が勃発すると、イタリアは当初は同盟は防衛的なものであって、オーストリア＝ハンガリーの攻勢にイタリアが参加する義務はないとして、参戦せず中立を宣言した。戦争初期から、協商国はイタリアが自陣営に立つよう「未回収地」の割譲を条件とする外交攻勢をかけ、1915年4月26日にはイタリアが三国同盟を放棄して協商国側に加わる秘密協定のロンドン条約が結ばれるにいたった。そして翌5月23日、イタリアは連合国に加盟しオーストリア＝ハンガリーに宣戦を布告する。

## 1915年

### 緒戦
1915年5月23日、イタリア軍はビアンカの戦いで戦端を開いた。当時、イタリア軍は25個の歩兵師団を野戦に投入させることができ、これはアルプス方面に配置されたオーストリア軍より3倍も多い兵力だった。 しかし、イタリア軍隊は全体的に訓練が不備であり、伊土戦争を行う過程で損失した軍需品が十分に補充されていなかったにもかかわらず開戦を迎えた。一方、イタリアの宣戦布告に対応してオーストリア海軍は迅速に行動に出た。5月24日、オーストリアの主力艦隊はアドリア海沿岸に出撃してアンコーナを砲撃し、イタリアの海軍基地や鉄道施設などを破壊した。

### イゾンツォの戦い（前半戦）
1915年6月23日、イタリア軍はイゾンツォ川沿いの都市ゴリツィア占領を狙って攻勢をかけた（第一次イゾンツォの戦い）。しかし、イタリア軍は砲・車両・弾薬装備が貧弱で、開戦時に輸送用自動車は全軍で600両しかなかった。このため、他国の軍と同じようにイタリア軍は主な輸送手段として馬を用いていたが、アルプスの険しい地形では充分な速さで補給を行うことができなかった。また、新たに司令官に任命されたルイージ・カドルナは実戦経験がなかったため、配下の将兵に大変不人気であった。当初イタリア軍はオーストリア軍に比べ2対1と数で勝っていたが、アルプスに沿って築かれたオーストリア軍の強固な防衛線を突破することはできなかった。この主因として、オーストリア軍が高所に陣取っており、イタリア軍は登攀を行いながら攻撃しなければならなかったことが挙げられる。7月18日、イタリア軍は砲兵を増強して再攻勢を試みたが撃退された（第二次イゾンツォの戦い）。
10月18日の第三次イゾンツォの戦いと11月10日の第四次イゾンツォの戦いには1,300門の重砲を投入して攻撃をかけたがこれも失敗した。

## 1916年

### アジアーゴの戦い
シャンティイでの連合軍諸国会議（1915年12月6日 - 12月8日）でイタリア軍に要請された第五次イゾンツォの戦い（1916年3月9日 - 3月17日）が悲惨な攻勢となり、東部戦線へイタリア戦線の同盟軍が分散する様な軍事行動を要請した。オーストリア軍はトレンティーノを基地として、アジアーゴ高原を横切って平野部を目指す反撃作戦「討伐」（ドイツ語: Strafexpedition、「アジアーゴの戦い」）を計画した。この作戦は1916年3月11日に始まり、15個師団のオーストリア軍がイタリア軍の防衛線を突破した。オーストリア軍の攻勢について差し迫った警告があがっていたにもかかわらず、イタリア軍の現地司令官は防御準備を行う代わりに局地的な攻勢作戦の実行を選択したため、準備のできていなかったイタリア軍拠点は打ち破られた。イタリア軍は他戦線から引き抜いた兵力を投じ、東部戦線でブルシーロフ攻勢が開始されることでかろうじてオーストリア軍の攻勢を凌ぐことができた。

### イゾンツォの戦い（後半戦）
1916年の後半にはイゾンツォ川をめぐって4回の戦いが発生した。8月にイタリアの攻勢で発生した第六次イゾンツォの戦いでは、ブルシーロフ攻勢によってオーストリア軍の防御線から部隊が引き抜かれていたため、イタリア軍は以前の攻撃に比べて大きな戦果をあげることができた。この攻撃でイタリア軍は、戦略的意味は薄いもののゴリツィアを占領し、その士気を大いに向上させた。なお、9月14日から11月4日にかけて行われた第七次・第八次・第九次のイゾンツォの戦いは、疲れきった部隊をさらに消耗させる以外には双方ともに得るところがなかった。

## 1917年

### バインジッツァ高地の占領と撤退
第十次イゾンツォの戦いによるわずかな戦果を得たイタリア軍は、ゴリツィアの北方と東方でオーストリア軍防衛線に対する二正面攻撃を企図し、 第十一次イゾンツォの戦いが発生した。オーストリア軍は東方ではイタリア軍の攻勢を容易に押さえ込んだが、北方ではルイージ・カペッロの指揮するイタリア部隊がオーストリア軍の戦線を突破し、バインジッツァ高地 (Bainsizza Plateau) を占領した。この大戦におけるほかの戦域と同じように、イタリア軍はほとんど勝利を手にしていたものの、前線への補給を充分に確保できなかったためにそれを保持できず、最終的には撤退を余儀なくされた。

### ケレンスキー攻勢とドイツ軍の参戦
この戦いの後に、オーストリア軍は喉から手が出るほど欲しかった増援を、7月にロシア陸相ケレンスキーが主導するロシア軍の攻勢（ケレンスキー攻勢）を退けたドイツ軍から受け取ることができた。ドイツ軍はオーストリア軍に浸透戦術（フーチェル戦術）を伝授し、新たな攻勢の助けとなった。他方イタリア軍では、反乱の発生と士気の急激な低下が内部から部隊の能力を削いでいた。兵士たちは粗悪な環境で生活し、軍事的に得るもののほとんどない攻撃に繰り返し繰り返し投入されていた。

### カポレットの戦い

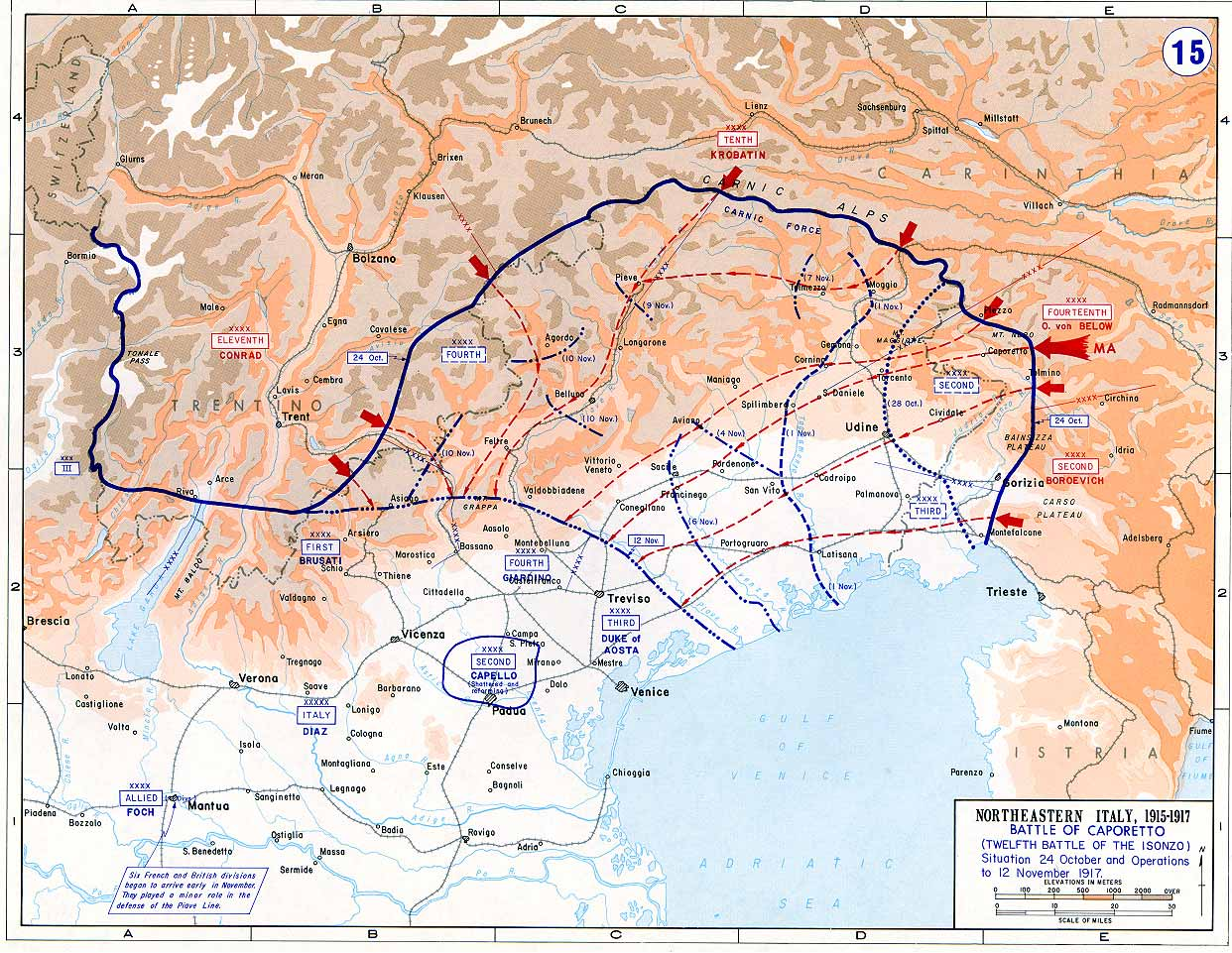
カポレットの戦いの戦況図

10月24日、オーストリア軍とドイツ軍は大量の砲兵による弾幕支援のもと、イタリア軍の防衛線に向けて進撃を開始しカポレットの戦いが始まった。墺独軍の歩兵部隊は浸透戦術を採用し、強固な抵抗拠点を迂回して、イタリア軍の背後から攻撃を行った。戦いの最初の一日で、イタリア軍はタリアメント川まで12マイル後退した。急速にまた深く前進したため、オーストリア軍は補給線の限界を超えてしまい、進撃を停止し再編成をしなくてはならなかった。イタリア軍はヴェネツィアに近いピアーヴェ川沿いの防衛線まで押し戻され、この時点で死傷者は60万人を超えていた。

### ラパッロ会議
カポレットの戦いの後、11月6日から11月7日に連合国側はイタリアのラパッロで会談し、イギリスとフランスがルイージ・カドルナの解任を要求した。この敗北を真摯に受け止めたイタリア軍は、新たな司令官アルマンド・ディアズを任命して英仏の支援の元に戦線を建て直し、其処でそれまでの個別の戦争指導を改め、ヴェルサイユに連合国最高会議を設立して各国の状況を考慮しながら統一された戦争計画を推進する事を決めた。1917年11月には、前線にイギリス、フランス、アメリカの各国の増援が到着し始め、決定的に優勢とまではいかないものの、イタリア軍はオーストリア軍の攻勢を抑え込めるようになった。そして連合国の援助は、兵員の面では「決定的」というのは程遠かったものの、石炭や鉄鋼などの戦略物資の供与は、これらの物資が常に欠乏していたイタリアを大いに助けた。

## 1918年

### ピアーヴェ川の戦い
1918年の春に入ると東部戦線でブレスト＝リトフスク条約が締結され、ドイツ軍は西部戦線での春季攻勢のために、イタリア戦線からも部隊を引き抜き始めた。また、オーストリア軍はイタリア戦線での戦争に、どのようにけりをつけるか検討を始めていた。オーストリア＝ハンガリーの将軍たちの間では、最終的な攻勢をどのように行うかについて意見が分かれていた。ヨーゼフ・アウグスト大公は、二つの軍が山岳地帯で通信を維持するのが困難だろうと考えられたものの、2つの攻勢軸をもつ攻勢作戦を決定した。
ピアーヴェ川の戦いは、オーストリア軍によるトナーレ峠（イタリア語: Passo del Tonale）近傍への陽動攻撃によって開始されたが、連合軍はこの攻撃を簡単に撃退した。オーストリア軍の脱走兵から、予定されている攻勢の目標に関する情報がもたらされたため、イタリア軍は2個軍をオーストリア軍の攻勢軸に向けて転用することが出来た。スヴェトザル・ボロイェヴィッチ大将によって指揮されたもう一方の攻勢は当初成功を収めていたが、それも補給線が航空機に爆撃を受け、イタリア軍の増援が到着するまでのことであった。敗北したオーストリア軍は15万名の戦死･戦傷者と2万5000名の捕虜という甚大な損害を受け、これによりオーストリア軍がイタリア軍の防衛線を突破できる見込みは殆ど失われ、形勢は大きくイタリア側に傾いた。

### ヴィットリオ・ヴェネトの戦い

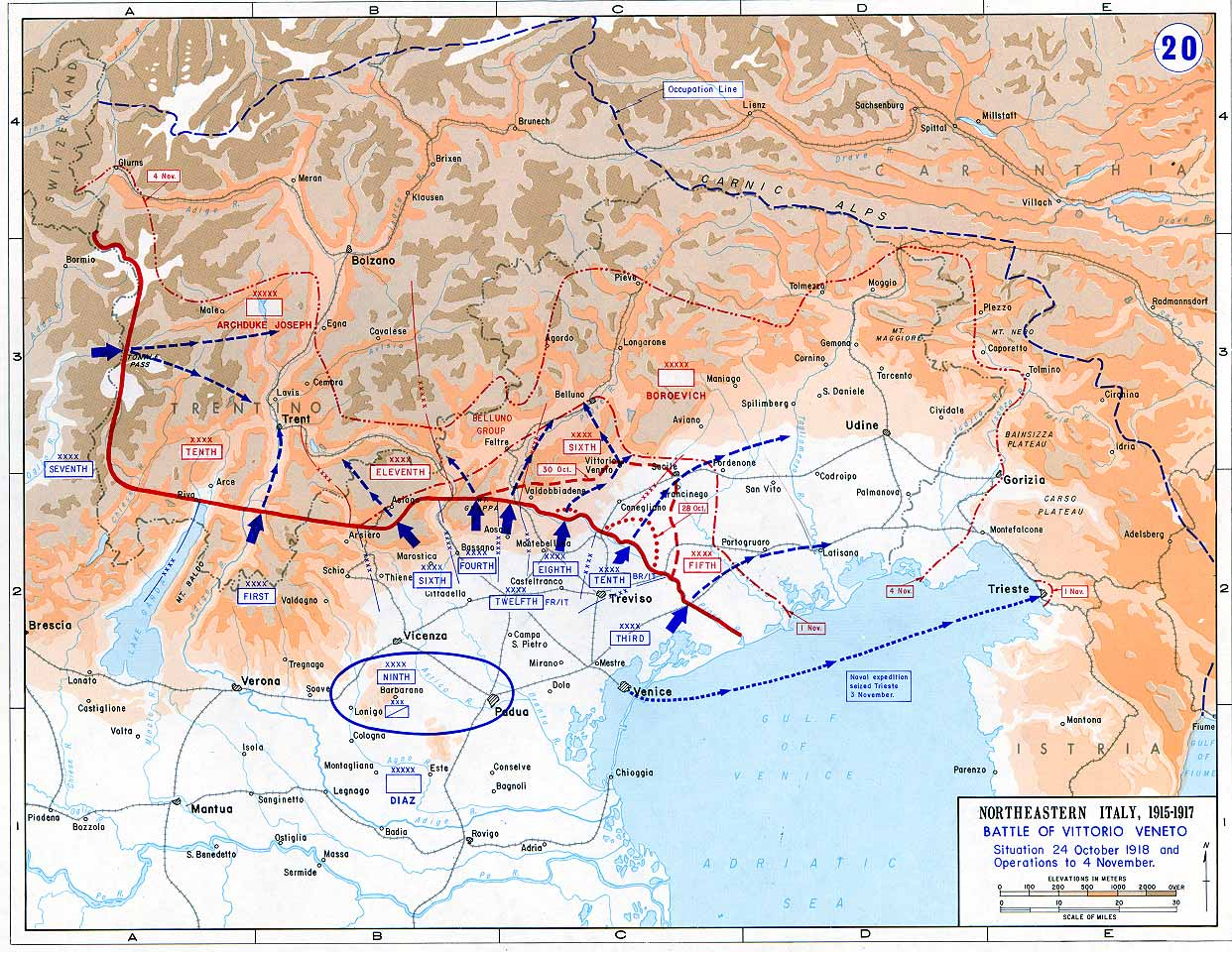
ヴィットリオ・ヴェネトの戦いの戦況図。イタリア軍が深く進撃しているのが分かる

ピアーヴェ川における決定的勝利の後、勝者であるイタリア軍がすぐに反撃を行わなかった事にフランスやイギリスは深く失望した。イタリア軍はピアーヴェ川の戦いで蒙った損害を注視し、勝利に溺れて安易な攻勢に出るのは危険だと考えていたのである。総指揮官たるアルマンド・ディアズ大将は西部戦線からより多くの増援が訪れ、また自軍の補充兵が揃うのを待った。1918年10月、攻勢発起に足るだけの兵員を集めることが出来たと判断したディアズは、ピアーヴェ川対岸のヴィットリオ・ヴェネトを目標とする攻勢計画を立案する。10月23日に進軍を開始したイタリア軍は、本国での休戦の動きや独立運動の激化から士気を落としていたオーストリア軍を圧倒した。イタリア軍はサチーレの近傍で戦線の間隙を突破し、そこに増援を注ぎ込むことでオーストリア軍防衛線を粉砕した。

### 中央同盟国での革命
ヴィットリオ・ヴェネトの戦いは、オーストリア軍が実質的戦力を失う先触れであり、オーストリア＝ハンガリー帝国崩壊の引き金ともなったのである。10月最終週には、プラハ（10月28日にチェコスロバキアが独立宣言）とザグレブ（10月29日にスロベニア人・クロアチア人・セルビア人国が独立）で帝国を構成する各邦が独立を表明する宣言を行っていた。10月29日に、オーストリア首脳部からイタリアに対して休戦が求められたものの、イタリア軍は進撃を継続し、ウーディネ、トレントを占領、また海上からの進撃によりトリエステをも占領した。10月31日にはブダペストでアスター革命が始まり、ハンガリー民主共和国が独立し、オーストリア＝ハンガリー帝国が崩壊した。ドイツ革命（1918年11月3日 - 1919年8月11日）でドイツ帝国が打倒され、ヴァイマル共和国が樹立された。

## 終戦

### ヴィラ・ジュスティ休戦協定
11月3日、オーストリア＝ハンガリーはイタリア軍司令官に向け白旗を掲げた使者を送り、再び休戦を求めた。休戦条件はパリの連合軍当局とオーストリア軍司令官の間で電信で調整され、合意が形成された。休戦協定は同日にパドヴァに近いヴィラ・ジュスティで調印された（ヴィラ・ジュスティ休戦協定）。またこの日には、300,000人のオーストリア軍将兵が降伏した。翌4日の15時に休戦協定が発効した。

### 講和条約
ハプスブルク家専制が終わり、オーストリア＝ハンガリー帝国が崩壊した後、オーストリア共和国（サン＝ジェルマン講和条約、1919年9月10日調印）とハンガリー王国（トリアノン講和条約、1920年6月4日調印）は別々に講和条約に署名したのである。